# Bantustan
Bantustan (od Bantu – grupy ludów odmiany czarnej) – terytoria wydzielone w latach 1971–1981 z obszaru Południowej Afryki, które miały być miejscem zamieszkania poszczególnych grup czarnoskórej ludności. Zajmowały one około 1/8 powierzchni Południowej Afryki. Regiony te, mające być formalnie niepodległymi państwami bądź przynajmniej obdarzonymi dużą autonomią regionami w ramach Republiki, miały jednak charakter „rezerwatów” i były głównym narzędziem rasistowskiej polityki apartheidu, czyli „osobnego rozwoju” poszczególnych grup rasowych.
Bantustany nie miały szansy stać się niezależnymi krajami. Lokalizowano je na terenach nieurodzajnych i pozbawionych bogactw naturalnych. Były rozbite na wiele odrębnych terytoriów, co uniemożliwiało ich integrację i rozwój. Na ich czele stawiano figurantów, którzy nie mieli poparcia swoich rodaków. Powodowało to, że rządy te były całkowicie zależne od Południowej Afryki.
Były to następujące „państwa”:

Rozmieszczenie bantustanów na terenie Południowej Afryki

- Bophuthatswana – dla ludów Tswana,
- KwaZulu – dla Zulusów,
- Ciskei i Transkei – dla ludów Xhosa,
- QwaQwa – dla Południowych Sotho,
- Gazankulu – dla Shaanganów z grupy Tsonga,
- KaNgwane – dla ludu Suazi (Ngwane)
- Lebowa – dla Północnych Sotho,
- Venda – dla VhaVenda (Szona),
- KwaNdebele – dla Południowych Ndebele.

Władze południowoafrykańskie nadały formalną niepodległość czterem bantustanom (kolejno): Transkei, Bophuthatswanie, Vendzie i Ciskei, masowe demonstracje uniemożliwiły przyznanie niepodległości KwaNdebele. Żadne z tych państw nie dołączyło ani do ONZ, ani do żadnej innej międzynarodowej organizacji. Na fali demokratycznych przemian w 1994 cztery niepodległe bantustany zostały na powrót anektowane przez kierowaną teraz przez Afrykański Kongres Narodowy Republikę, autonomia pozostałych została zaś cofnięta. Od tego czasu termin „bantustan” używany jest jedynie w kontekście historycznym albo pejoratywnym.

## Bantustany w Afryce Południowo-Zachodniej

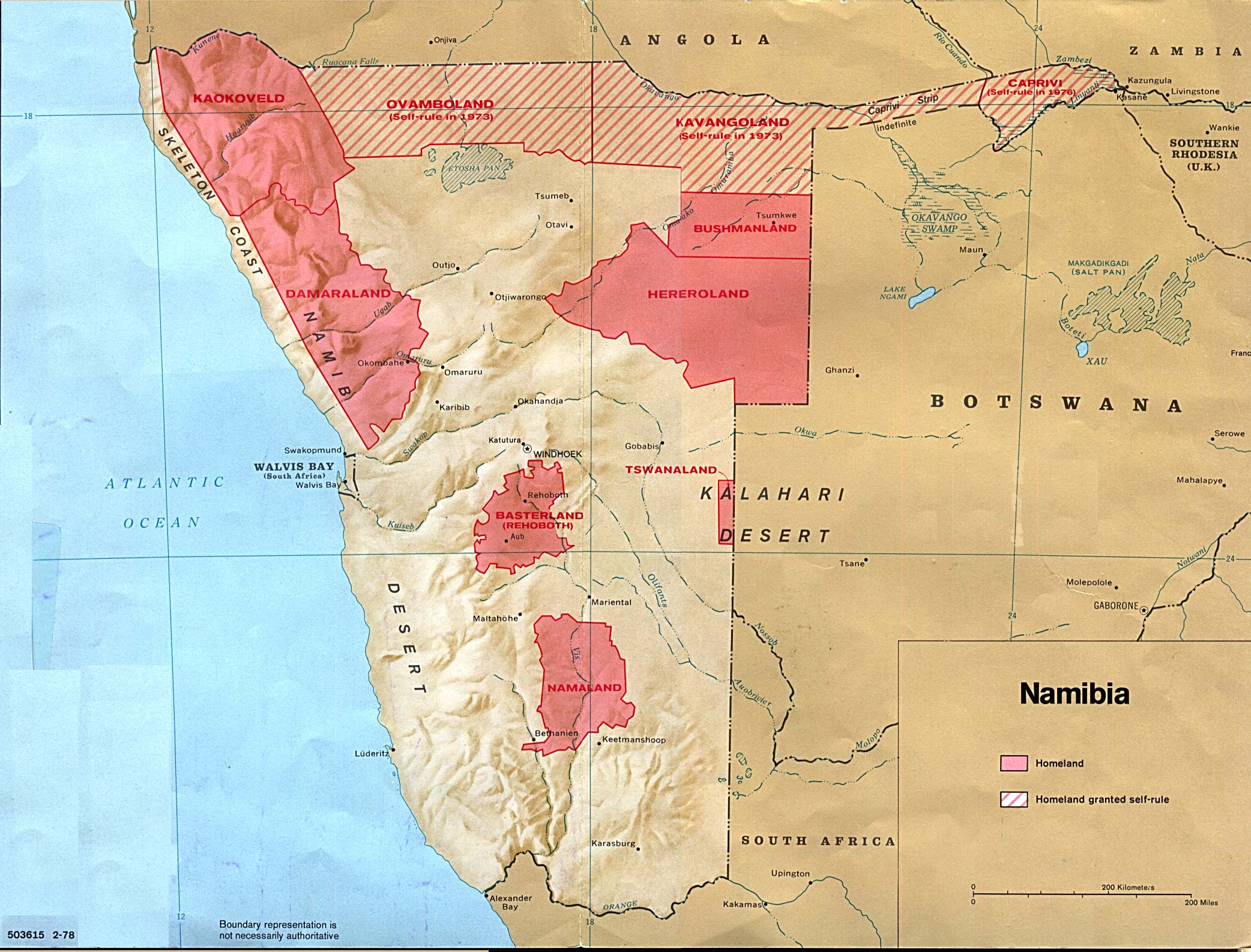
Bantustany w Afryce Południowo-Zachodniej

W 1968 rozpoczęto tworzenie bantustanów także w znajdującej się pod południowoafrykańską okupacją Afryce Południowo-Zachodniej.
Ogółem utworzono 10 bantustanów:
- Buszmanland – dla Buszmenów,
- Damaraland – dla Hererów,
- Wschodnie Caprivi (od 1976 Lozi) – dla Lozi,
- Hereroland – dla Hererów,
- Kaokoland – dla Himba,
- Kavangoland – dla Kavango,
- Namaland – dla Nama,
- Owamboland – dla Owambo,
- Rehoboth (Basterland) – dla Basterów,
- Tswanaland – dla Tswana.

Wszystkie bantustany w Afryce Południowo-Zachodniej zostały zlikwidowane w maju 1989.